# عائلة العايد ترابين
عائلة العايد ترابين هي عائلة فلسطينية تعود جذورها إلى سلالة بدوية قديمة من بني عايد أو بني عاد، وهي من المسيحيين الأوائل في فلسطين ومصر ويتبع جزء منهم الديانة المسيحية الارتذكسية حتى الآن. يختلف تهجئتها حسب لهجة المنطقة. وهم جزء من قبائل جدام وقحطان، التي يعود أصلها إلى جنوب الجزيرة العربية في اليمن اليوم، والتي تنتمي إلى عرب العاربة. لقد اعتنقوا عقيدة التوحيد منذ أكثر من ألفي عام. غادر فرع من القبيلة اليمن في عام 542 م، وأقاموا في العراق وبلاد الشام ومصر والسودان والمغرب وجنوب إسبانيا. استقرت تسعة عشر عائلة في النقب، في فلسطين التاريخية اليوم. يتفرع من قبيلة العايد ترابين عائلة أباظة في مصر، وهائلة هيكل في يافا، وعائلة العائدي في سوريا.
في عهد الإدارة المملوكية، كان العايدون في النقب مرتبطين بقبيلة الترابين على الرغم من عدم وجود روابط دم تربطهم بهم. في مناسبات أخرى، ترتبط عائلة عيدي بقبيلتي تياها أو جوبرات بسبب مشاركتهم في التحالفات التجارية أو العسكرية أو الأرضية. الاسم الشائع الاستخدام اليوم هو العايد. ويرتبط أحيانًا بقبيلتهم المرجعية ترابين.

## أصول اسم العايد
اسم العايد يوجد أحيانًا على هيئة العيايدة، وقد تتطور أسماء العشائر والقبائل البدوية عبر الزمان والمكان، وهو ما يفسر الاختلاف الطفيف في التهجئة، واسم العايث أو العايد له ثلاثة معاني مختلفة، مستمدة من اللغة العربية البدوية القديمة: غزالة صغيرة، شخص يزور المرضى لشفائهم، ومسافر بغرض خدمة المجتمع.

## مسار تاريخها
فرع من عائلة العايد، غادر اليمن في عام 542م، خلال فترة تراجع الحضارة العربية الجنوبية. وتفرقوا في مختلف أنحاء العالم، فاستقروا في العراق، والشام، ومصر، والسودان، والمغرب، وحتى الأندلس. استقرت تسعة عشر عائلة من قبيلة العايدين في النقب وبقيت هناك حتى عام 1948. وقد استقرت عائلات أخرى من عائلة العايد في عدة أماكن أخرى في مختلف أنحاء فلسطين.
وتشهد مخطوطة لأحمد المقريزي من عام 1437، محفوظة في جامعة ليدن، بأن عائلة العايد هم من نسل الجيدام المباشرين، وأنهم سكنوا جنوب فلسطين والمناطق الواقعة بين القاهرة في مصر، والعقبة في الأردن. وفقًا لمذكرات إتيان مارك كواتريمير، المستشرق الفرنسي المتخصص في لغات وثقافات الشرق الأوسط، فإن قبيلة العايد، المنحدرة من الجيادام، نشأت بين القاهرة والعقبة.

## المسؤوليات الرئيسية

#### حماية طريق الحج إلى مكة المكرمة
في عام 1263، عُهد إلى أمير يُعرف باسم محمد العايد الكبير بمسؤولية حماية طريق الحج من مصر إلى مكة، من خلال اتفاقية مع السلطان المملوكي الرابع من سلالة البحرية، الملك الظاهر بيبرس. ورد ذكر تمديد طريق الحماية من الإسكندرية إلى العقبة، مروراً بالقاهرة، في مخطوطة أحمد المقريزي من عام 1437. ظلت هذه المسؤولية من واجبات قبيلة العايد حتى افتتاح قناة السويس عام 1896.

#### الحوكمة الإقليمية وتسهيل التجارة
في عام 1370 عيّن السلطان الملك الناصر محمد بن قلاوون الشيخ إبراهيم أحمد العايدي مندوباً للحكومة المصرية على الشرقية وسيناء وفلسطين. قرية في محافظة الشرقية تحمل اسم عائلة عايد وهي قرية كفر العايد. كما تم تعيين الشيخ أيضًا كصائغ للعقود التجارية لتجارة الإبل.

#### الوساطة القضائية والتحكيم القبلي
عهد بدو شمال سيناء وجنوب فلسطين إلى شيوخ قبيلة العايد بمسؤولية اجتماعية محترمة. ومنذ ما قبل العهد العثماني وحتى نهاية الإنتداب البريطاني، كان يتم استدعاؤهم لإصدار الأحكام في المحاكمات القبلية المعقدة، حيث لم يكن هناك شهود متاحون. وتشمل المحاكمات أي ضحية من القبائل الخاضعة لولايتها القضائية أو أي شخص أجنبي يزور المنطقة أو يمر بها.

#### حماية دير القديسة كاترين
كانت قبيلة العايد المتواجدة في مصر وفلسطين مسؤولة عن حماية دير القديسة كاترين في سيناء. كانوا بمثابة الطرف الموثوق المسئول عن ضمان تنفيذ العقود بين دير القديسة كاترين وقبائل البدو في طور الطور(منطقة جبل سيناء). كانت هناك خمس وثلاثون قبيلة بدوية مسؤولة عن سلامة ورفاهية الرهبان والحجاج المسافرين من وإلى دير القديسة كاترين، على الطرق بين مصر وسوريا. وكان شيوخ عائلة العايد هم الضامنين لهم، حيث يشرفون على تنفيذ شروط أي عقد بين الطرفين أو يضمنون ذلك. وقد احتفظ الدير بالسجلات التي تعود إلى الفترة ما بين عامي (1592-1851)، والتي تذكر هذا الدور الذي تم تنفيذه على الأقل منذ عام 1540.

#### الرعاية الطبية التقليدية
فرع قبيلة العايد من النقب معروف في المنطقة بقدراته الطبية في الطب البدوي التقليدي باستخدام التمائم والتعويذات والأحجار والبذور والنباتات. ومن معاني العايدي: الشخص الذي يشفي المرضى. تعود ممارسة استخدام الألقاب المهنية في العالم العربي إلى عدة قرون، ومن المرجح أنها نشأت خلال العصور الوسطى. يرجع أقدم ذكر لاسم العائلة إلى عام 1418، مما يفترض أن العائلة كانت معروفة ومعترف بها بمهاراتها الطبية على الأقل منذ هذه الفترة. كان بدو النقب يؤمنون بشدة بالقدرة العلاجية للعناصر الطبيعية، وغالبًا ما كانوا يمزجون العلاجات التقليدية مع المعتقدات الروحية. ومع تطور الطب الحديث في القرن الثامن عشر، تم إرسال نساء القبيلة إلى الخارج في المدن المجاورة (القاهرة، الإسكندرية، القسطنطينية، بغداد، دمشق) حيث عاش أفراد الأسرة لإكمال دراستهم الطبية والعودة إلى منطقة النقب لممارسة الطب. حتى يومنا هذا، تخضع جميع النساء، وإلى حد ما رجال العائلة، لدراسات طبية قبل الزواج. وهذا ينطبق بشكل خاص على النساء. تقليديا، يتولى الرجال أدوارا أخرى ولكن قد يطورون هذه المهارة في فترات معينة حيث تكون هناك حاجة إلى القوى العاملة الطبية والخبرة.
تم تشييد مقامين في منطقة النقب تكريماً للأطباء المشهورين من عائلة عايد. في مقام أبو عيادة يرقد الشيخ أبو عيادة، وهو طبيب عمل في قرية الشلالة قرب وادي الشريعة في العهد العثماني. كان بدو النقب يستخدمون هذا المقام لعلاج أمراض الحيوانات. مقام الحاجة حاكمة، يقع بجوار قرية زمرة في الشريعة، وهو مثوى الدكتورة حاكمة عايدي مؤسسة متحف تراث من عبق التراب والطبيبة التي أكملت دراستها الطبية في القاهرة عام 1790. المقام لا يزال موجودا وكان بدو النقب يعتقدون أن روحها تساعد النساء على حمل أطفال أصحاء إذا صلين بجانب مقامها أو أجرين عمليات تميمة معينة.

#### حماية المعرفة والذاكرة مع متحف تراث من عبق التراب
مع إنشاء متحف تراث من عبق التراب (تراث من عبق التراب) عام 1790. استخدمت عائلة العايد مجموعتها كوسيلة للحفاظ على معارفهم القديمة ونقلها إلى الأجيال القادمة. تمت دراسة التمائم والتعويذات والأحجار والبذور والنباتات إلى جانب مخطوطات ابن سينا وأبو القاسم الزهراوي وتم الحفاظ على ممارساتهم بين البدو في النقب. وقام متحف عايد ترابين بإعادة افتتاح متحف التراث في باريس عام 2022.
في نهاية القرن التاسع عشر، استخدمت الدكتورة حسن عايد ترابين، حفيدة مؤسس المتحف، المجموعة لتعليم البدو من المجتمع كيفية نسخ الأشياء وإنتاج تلك التي يحتاجونها في حياتهم اليومية. كان عدد معين منها مخصصًا للتجارة. تم بيع السجاد والحلي المطرزة والمجوهرات إلى مصر والقدس ومكة باستخدام القوانين القبلية لعائلة عايد.
في عام 2023، اعترفت اللجنة الوطنية للتربية والثقافة والعلوم بعائلة عايد لالتزامها القوي بالحفاظ على الهوية الثقافية للفلسطينيين منذ إنشاء مجموعتها ومتحفها الأول. وأكدت المندوبية الدائمة لدولة فلسطين لدى اليونسكو أن النشاط المتحفي الذي تقوم به العائلة منذ القرن الثامن عشر هو فخر وطني للبلاد.

#### إعادة تنظيم القبائل منذ عام 1875
في عهد الإدارة المملوكية، كان العايدون في النقب مرتبطين بقبيلة الترابين على الرغم من عدم وجود روابط دم تربطهم بهم، وكان هذا جزءًا من الجهود المبذولة للحد من نفوذ البدو في فلسطين من خلال دمج العشائر الأصغر في قبائل أكبر وأقل عددًا وأسهل في السيطرة عليها. استمر العثمانيون والبريطانيون وأتباعهم على هذه السياسة. في عام 1875، صدر قانون عثماني قلص العدد إلى ست قبائل: الترابين، والعزازمة، والتياها، والجبارة، والحناجرة. والحويطات. وكان هدفها أيضًا محاولة منع البدو من السفر خارج فلسطين ومنع القادمين من الخارج من القدوم إلى فلسطين. في مناسبات أخرى، ترتبط عائلة العايد بقبيلتي تياها أو جوبرات بسبب مشاركتهم في التحالفات التجارية أو العسكرية أو الأرضية.